# The British Invasion
 (novembre 2013).
Palmarès
1 fois IWGP Tag Team Champions
1 fois TNA World Tag Team Champions
1 fois TNA X Division Champion
1 fois TNA Television Champion
The British Invasion était un clan de catcheurs professionnels de la Total Nonstop Action Wrestling, composé de Douglas Williams, Brutus Magnus et Rob Terry. L'alliance a eu un certain succès en championnat, Williams et Magnus remportant le IWGP Tag Team Championship et les TNA World Tag Team Championship, tandis que Williams et Terry ont également remporté le TNA X Division Championship et le TNA Television Championship.

## Carrière

### Formation (2009)
Le clan s'est formé le 30 avril 2009 pour participer au Team 3D Invitational Tournament où Brutus Magnus et Doug Williams ont participé, éliminant The Latin American Xchange représenté par Homicide après avoir attaqué son équipier Hernandez et pris les deux mallettes du Feast or Fired : celle pour le championnat de la division X et celle pour le championnat du mode poids-lourds. Ils ont ensuite vaincu Suicide et Amazing Red en demi-finale grâce à l'intervention des Motor City Machine Guns (Chris Sabin et Alex Shelley) le 14 mai après avoir attaqué la Team 3D (Brother Ray et Brother Devon). Ils perdent en finale de ce tournoi à Sacrifice face à Beer Money, Inc. (James Storm et Bobby Roode). 
Le 28 mai, Doug Williams s'est senti insulté au cours de l'interview avec Jeremy Borash qui a considéré que les mallettes du Feast or Fired de Latin American Xchange ont été volées, il a néanmoins souhaité légitimer le fait d'avoir celle du championnat de la division X en la défendant dans un Ladder match ouvert à tous ceux qui souhaitent cette mallette. Cody Deaner relève le défi accompagné d'O.D.B. mais Williams avec l'aide de ses équipiers a remporté le match. 

### World Elite (2009-2010)
Après leur défaite en finale du Team 3D Invitational Tournament, British Invasion continue sa rivalité avec Brother Ray et Brother Devon en intervenant le 11 juin dans un match opposant la Team 3D à Alex Shelley et Jay Lethal. Dix jours plus tard à Slammiversary Seven, Brutus Magnus et Doug Williams ont affronté Rhino et Eric Young, ce match par équipe s'est transformé en match à handicap à la suite du refus de Young de prendre le relais de son équipier avant de quitter le ring. Plus tard dans la soirée, le clan est intervenu dans le match pour le championnat du monde par équipe de la TNA opposant la Team 3D à Beer Money, Inc. et a ainsi permis à ces derniers de devenir champion par équipe
Ils ont continué leur rivalité avec la Team 3D qui ont aidé Homicide à remporter la mallette du Feast or Fired pour le championnat de la division X le 9 juillet et après le match Sheik Abdul Bashir et Kyoshi sont venus aider British Invasion qui a attaqué la Team 3D. Les deux équipes se sont alors affrontés le 19 juillet à Victory Road où la Team 3D a conservé son championnat par équipe IWGP et après le match, ils ont été attaqués par Sheik Abdul Bashir et Kyoshi mais la Team 3D a repris le dessus sur ses assaillants, faisant passer Abdul Bashir à travers une table. Quatre jours après cette défaite, Brutus Magnus annonce qu'ils vont affronter la Team 3D dans un Tables match le 30 juillet et plus tard dans la soirée, la British Invasion avec Sheik Abdul Bashir et Kyoshi ont affronté les TNA Originals (Beer Money, Inc., A.J. Styles, Daniels et Eric Young) et Eric Young a trahi son équipe en effectuant un Piledriver sur Styles, donnant ainsi la victoire à la British Invasion. La semaine suivante, Magnus et Doug Williams deviennent champion par équipe IWGP grâce à l'intervention d'Eric Young qui a attaqué Devon alors qu'il vient de faire passer Magnus à travers une table pendant que l'arbitre est inconscient, permettant ainsi à Magnus de faire croire à l'arbitre qu'il a fait passer Devon à travers une table. Plus tôt dans la soirée, British Invasion s'est officiellement allié à Young, Sheik Abdul Bashir et Kyoshi pour former World Elite.
Le 6 août, Eric Young annonce que World Elite s'associe à la Main Event Mafia (MEM), ce soir là Rob Terry et Doug Williams ont fait équipe avec Scott Steiner et Booker T pour affronter la Team 3D et Beer Money, Inc. et ce match s'est conclu sur la victoire de l'alliance British Invasion-MEM suivi d'une bagarre entre les membres de la MEM-World Elite contre Sting, Mick Foley et Bobby Lashley en plus de Beer Money, Inc. et la Team 3D. La semaine suivante, Hernandez obtient un match face à Rob Terry à Hard Justice à la suite de sa victoire sur Douglas Williams qui a été suivi d'une attaque de Magnus et Terry. Trois jours plus tard à Hard Justice, Hernandez récupère sa mallette du Feast or Fired pour le championnat du monde poids-lourds après avoir vaincu Terry dans un match très court et plus tard dans la soirée Magnus et Douglas Williams ont défendu avec succès leur titre par équipe face à Beer Money, Inc. grâce à l'intervention d'Eric Young en fin de match.
Le 10 septembre, des dissensions commencent à apparaître entre British Invasion et la Main Event Mafia après que Magnus a volé la victoire au duo Booker T/Scott Steiner dans un match les opposant à la Team 3D et à Beer Money, Inc. et cela a causé la colère de Kurt Angle, le leader de la MEM, qui a été calmé par Eric Young.

### National Wrestling Alliance (2021)
Le 7 décembre 2021, The British Invasion se reforment lors NWA Power, avec Doug Williams effectuant ses débuts à la National Wrestling Alliance en faisant équipe avec Aldis pour affronter et battre Hawx Aerie (PJ et Luke Hawx).

## Membres
- Magnus (2009-2012)
- Douglas Williams (2009-2012)
- Rob Terry (2009-2010)

## Palmarès
- New Japan Pro Wrestling[16] :
  - 1 fois IWGP Tag Team Champion avec Douglas Williams
- Total Nonstop Action Wrestling[16] :
  - 1 fois TNA World Tag Team Champions - Douglas Williams et Magnus
  - 1 fois TNA X Division Champion - Douglas Williams
  - 1 fois TNA Television Champion - Rob Terry
  - Xplosion Championship Challenge (2011) - Magnus